# Edward Kolb
Edward William Kolb, conhecido como Rocky Kolb (Nova Orleães, 2 de outubro de 1951), é um cosmologista e professor da Universidade de Chicago. É coautor com Michael Stanley Turner de The Early Universe (Addison-Wesley, 1990). Kolb recebeu o Prêmio Dannie Heineman de Astrofísica de 2010.